# Ercole Frigerio
Ercole Frigerio (Albiate, 7 novembre 1907 – Berna, 18 maggio 1952) è stato un pilota motociclistico italiano.

## Carriera
Entrato in Gilera come meccanico a 14 anni, Frigerio iniziò a correre negli anni trenta, iniziando con la Regolarità, per passare nel 1938 alla Velocità.
Passata la Seconda guerra mondiale, Frigerio ritornò alle competizioni, dedicandosi ai sidecar, sempre in sella alle moto arcorensi. Nel 1948 ottenne il suo primo titolo di campione italiano, con un Saturno 600 cm³, in coppia con Angelo Erba. Il titolo verrà rivinto nei due anni successivi. 
Con l'istituzione del Motomondiale, nel 1949, Frigerio si presentò con la Gilera quattro cilindri. In quella stagione terminò il campionato al secondo posto, dietro al britannico Eric Oliver, vincendo il GP delle Nazioni.
Il duello tra Frigerio e Oliver nel Mondiale continuò anche nelle stagioni 1950 e 1951, ripetendo in entrambi i casi il risultato del 1949.
La stagione '52 si aprì con il GP di Svizzera sul Circuito di Bremgarten. In coppia con Ezio Ricotti, Frigerio si stava lanciando verso la vittoria (suo anche il giro più veloce), quando all'ultimo giro, nella curva di Eymatt, già teatro degli incidenti che costarono la vita a Omobono Tenni e Achille Varzi, perse il controllo del sidecar. Schiantatosi contro un albero, perse la vita, mentre Ricotti si salvò, sebbene perdendo una gamba.

## Risultati nel motomondiale
| 1949 | Classe  | Moto   |    |   |    |  |    |   |  |  | Punti | Pos. |
| ---- | ------- | ------ | -- | - | -- |  | -- | - |  |  | ----- | ---- |
| 1949 | Sidecar | Gilera | NE | 2 | NE |  | NE | 1 |  |  | 18    | 2º   |

| 1950 | Classe  | Moto   |    |   |    |   |    |   |  |  | Punti | Pos. |
| ---- | ------- | ------ | -- | - | -- | - | -- | - |  |  | ----- | ---- |
| 1950 | Sidecar | Gilera | NE | 2 | NE | 2 | NE | 2 |  |  | 18    | 2º   |

| 1951 | Classe  | Moto   |   |   |    |   |    |   |    |  | Punti | Pos. |
| ---- | ------- | ------ | - | - | -- | - | -- | - | -- |  | ----- | ---- |
| 1951 | Sidecar | Gilera | 2 | 1 | NE | 2 | NE | 2 | NE |  | 26    | 2º   |

| Legenda | 1º posto        | 2º posto            | 3º posto            | A punti      | Senza punti        | Grassetto – Pole position Corsivo – Giro più veloce |
| Legenda | Gara non valida | Non qual./Non part. | Ritirato/Non class. | Squalificato | '-' Dato non disp. | Grassetto – Pole position Corsivo – Giro più veloce |